# Epilobium laschianum
Epilobium laschianum är en dunörtsväxtart som beskrevs av Haussk.. Epilobium laschianum ingår i släktet dunörter, och familjen dunörtsväxter. Inga underarter finns listade i Catalogue of Life.